# Jurament hipocràtic

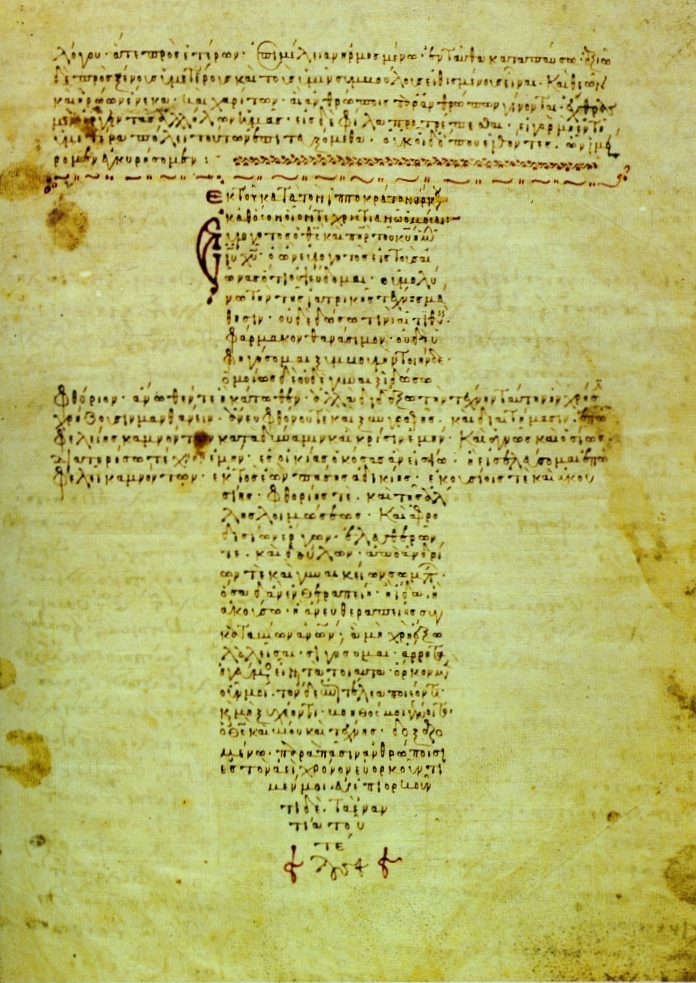
El Jurament hipocràtic en un manuscrit romà d'Orient del, Biblioteca Vaticana.

El jurament hipocràtic és un manifest ètic, recollit en el Corpus Hipocraticum, sobre les pràctiques mèdiques enunciat per Hipòcrates, a què la majoria dels metges s'adhereixen, encara que la referència a l'avortament planteja dubtes a l'hora d'adherir-s'hi estrictament. El jurament hipocràtic ha sigut actualitzat per la Declaració de Ginebra.

## Jurament hipocràtic clàssic
El text del jurament hipocràtic clàssic en català acompanyada de la versió original en grec antic:
| « | Per Apol·lo metge i Asclepi, juro: per Higiea, Panacea i tots els déus i deesses als qui poso per testimonis de l'observança d'aquest vot, que m'obligo a complir el que ofereixo amb totes les meves forces i voluntat. Tributaré al meu mestre de Medicina el mateix respecte que als autors dels meus dies, partint amb ells la meva fortuna i socorrent-los en cas necessari; tractaré els seus fills com els meus germans, i si volgueren aprendre la ciència, els l'ensenyaré desinteressadament i sense cap altre gènere de recompensa. Instruiré amb preceptes, lliçons parlades i la resta de mètodes d'ensenyança els meus fills, els dels meus mestres i els deixebles que em segueixin sota el conveni i jurament que determinen la llei mèdica i a ningú més. Fixaré el règim dels malalts del mode que els sigui més convenient, segons les meves facultats i el meu coneixement, evitant tot mal i injustícia. No m'avindré a pretensions que afecten l'administració de verins, ni persuadiré cap persona amb suggestions d'aquesta espècie; m'abstindré igualment de subministrar a dones embarassades pessaris abortius. La meva vida la passaré i exerciré la meva professió amb innocència i puresa. No practicaré la talla, deixant aquesta operació i altres als especialistes que es dediquen a practicar-la ordinàriament. Quan entri en una casa no portaré un altre propòsit que el bé i la salut dels malalts, cuidant molt de no cometre intencionalment faltes injurioses o accions corruptores i evitant principalment la seducció de dones o homes, lliures o esclaus. Guardaré reserva sobre el que senti o vegi en la societat i no serà necessari que es divulgui, sigui o no del domini de la meva professió, considerant el ser discret com un deure en semblants casos. Si observo amb fidelitat el meu jurament, sigui'm concedit gaudir feliçment la meva vida i la meva professió, honrat sempre entre els homes; si el trenco i sóc perjur, caigui sobre mi, la sort adversa | ὄμνυμι Ἀπόλλωνα ἰητρὸν καὶ Ἀσκληπιὸν καὶ Ὑγείαν καὶ Πανάκειαν καὶ θεοὺς πάντας τε καὶπάσας, ἵστορας ποιεύμενος, ἐπιτελέα ποιήσειν κατὰ δύναμιν καὶ κρίσιν ἐμὴν ὅρκον τόνδε καὶσυγγραφὴν τήνδε: ἡγήσεσθαι μὲν τὸν διδάξαντά με τὴν τέχνην ταύτην ἴσα γενέτῃσιν ἐμοῖς,καὶ βίου κοινώσεσθαι, καὶ χρεῶν χρηΐζοντι μετάδοσιν ποιήσεσθαι, καὶ γένος τὸ ἐξ αὐτοῦἀδελφοῖς ἴσον ἐπικρινεῖν ἄρρεσι, καὶ διδάξειν τὴν τέχνην ταύτην, ἢν χρηΐζωσι μανθάνειν,ἄνευ μισθοῦ καὶ συγγραφῆς, παραγγελίης τε καὶ ἀκροήσιος καὶ τῆς λοίπης ἁπάσης μαθήσιοςμετάδοσιν ποιήσεσθαι υἱοῖς τε ἐμοῖς καὶ τοῖς τοῦ ἐμὲ διδάξαντος, καὶ μαθητῇσισυγγεγραμμένοις τε καὶ ὡρκισμένοις νόμῳ ἰητρικῷ, ἄλλῳ δὲ οὐδενί. διαιτήμασί τε χρήσομαιἐπ᾽ ὠφελείῃ καμνόντων κατὰ δύναμιν καὶ κρίσιν ἐμήν, ἐπὶ δηλήσει δὲ καὶ ἀδικίῃ εἴρξειν. οὐδώσω δὲ οὐδὲ φάρμακον οὐδενὶ αἰτηθεὶς θανάσιμον, οὐδὲ ὑφηγήσομαι συμβουλίην τοιήνδε: ὁμοίως δὲ οὐδὲ γυναικὶ πεσσὸν φθόριον δώσω. ἁγνῶς δὲ καὶ ὁσίως διατηρήσω βίοντὸν ἐμὸν καὶ τέχνην τὴν ἐμήν. οὐ τεμέω δὲ οὐδὲ μὴν λιθιῶντας, ἐκχωρήσω δὲ ἐργάτῃσιν ἀνδράσι πρήξιος τῆσδε. ἐς οἰκίας δὲ ὁκόσας ἂν ἐσίω, ἐσελεύσομαι ἐπ᾽ ὠφελείῃκαμνόντων, ἐκτὸς ἐὼν πάσης ἀδικίης ἑκουσίης καὶ φθορίης, τῆς τε ἄλλης καὶ ἀφροδισίωνἔργων ἐπί τε γυναικείων σωμάτων καὶ ἀνδρῴων, ἐλευθέρων τε καὶ δούλων. ἃ δ᾽ ἂν ἐνθεραπείῃ ἢ ἴδω ἢ ἀκούσω, ἢ καὶ ἄνευ θεραπείης κατὰ βίον ἀνθρώπων, ἃ μὴ χρή ποτεἐκλαλεῖσθαι ἔξω, σιγήσομαι, ἄρρητα ἡγεύμενος εἶναι τὰ τοιαῦτα. ὅρκον μὲν οὖν μοι τόνδεἐπιτελέα ποιέοντι, καὶ μὴ συγχέοντι, εἴη ἐπαύρασθαι καὶ βίου καὶ τέχνης δοξαζομένῳ παρὰπᾶσιν ἀνθρώποις ἐς τὸν αἰεὶ χρόνον: παραβαίνοντι δὲ καὶ ἐπιορκέοντι, τἀναντία τούτων.[ | » |

## Jurament hipocràtic modern
La versió moderna del jurament hipocràtic fou redactada per Louis Lasagna, degà de la Facultat de Medicina de la Universitat Tufts de Boston, que posteriorment fou utilitzat en moltes facultats de medicina. L'any 2007, la Universitat de Barcelona va adaptar i traduir aquest jurament al català:
| « | Juro complir, tan bé com sàpiga i amb el millor judici, aquesta promesa solemne: Respectaré tots els avenços i guanys de la ciència que han assolit els metges que m’han precedit en el camí que ara començo, i també compartiré amb molt de gust els coneixements que tinc amb tots aquells que m’han de seguir. Aplicaré, en benefici dels pacients, totes les mesures que siguin necessàries, evitant sempre caure en els paranys tant de tractar en excés com d'abstenir-me de tractar si puc evitar sofriments. Recordaré sempre que hi ha una part d'art i una part de ciència en la medicina, i que la simpatia, la calidesa i la comprensió poden ser més poderoses que el millor bisturí o el millor medicament. No m’avergonyiré mai de dir «no ho sé», ni tampoc evitaré demanar consell als meus col·legues, sempre que els seus coneixements i habilitats siguin necessaris en benefici del pacient. Respectaré la privacitat dels meus pacients. Tindré cura especialment dels aspectes que fan referència a qüestions de vida o mort. Si tinc l'oportunitat de salvar una vida, ho faré agraït. Si està dins de les meves facultats decidir si a una persona li ha arribat l'hora de morir, acceptaré aquesta enorme responsabilitat amb gran humilitat i ben conscient de la meva pròpia fragilitat. Per damunt de tot, no jugaré mai a ser Déu. Recordaré sempre que no tractem símptomes, anàlisis ni gràfics de febre o tumors en creixement, sinó que tractem persones malaltes, la malaltia de les quals pot afectar l'estabilitat i l'economia d'una família. La meva responsabilitat inclou també aquests problemes, si vull tractar els malalts de manera adient. Previndré la malaltia sempre que pugui, atès que la prevenció és preferible al tractament. Recordaré sempre que sóc un membre més de la societat on visc, amb unes obligacions especials envers tots els éssers humans que la configuren, tant sans com malalts. Si no trenco aquest jurament, que em sigui permès gaudir de la vida i de les moltes arts que la configuren, que sigui respectat mentre visqui i que sigui recordat amb estima quan ja no hi sigui. Que sempre pugui actuar per tal de preservar les millors tradicions i costums d'aquesta professió, i que pugui experimentar el plaer de curar totes les persones que em demanin ajuda. | » |

També se'n poden trobar altres versions, com aquesta de la Facultat de Medicina de la Universitat Autònoma de Barcelona:
| « | En el moment de ser admès com a membre de la professió mèdica, davant dels meus mestres i en aquesta Facultat de Medicina que m'ha ensenyat tot el que sé, juro que: Consagraré la meva vida al servei de la humanitat. Conservaré als meus mestres el degut respecte i gratitud. Practicaré la meva professió amb dignitat i consciència. La salut dels meus pacients serà la prioritat de la meva feina. No permetré que prejudicis d'edat, raça, sexe o orientació sexual, malaltia o incapacitat, origen ètnic, nacionalitat, creences, afiliació política, classe social o qualsevol altre factor s'interposin entre el meu deure i la meva consciència. No col·laboraré amb els poders polítics que pretenguin degradar la relació metge-malalt restringint la llibertat d'elecció, prescripció i objecció de consciència. Guardaré el màxim respecte a la vida i dignitats humanes. No practicaré, col·laboraré ni participaré en cap acte ni maniobra que atempti contra els dictats de la meva consciència. Respectaré sempre la voluntat dels meus pacients i no realitzaré cap pràctica mèdica o experimental sense el seu consentiment. No realitzaré experiments que comportin patiment, risc o que siguin innecessaris o que atemptin contra la dignitat humana. Mantindré la noble tradició mèdica pel que fa referència a publicitat, honoraris i dicotomia. Procuraré mantenir els meus coneixements mèdics al nivell que em permeti exercir la professió amb dignitat i seguretat. Si arribat el dia en què els meus coneixements o facultats físiques o sensorials no són els idonis per a l'exercici professional no l'abandono voluntàriament, demano als meus companys d'avui i als de demà que m'obliguin a fer-ho. Faig aquestes promeses solemnement i lliurement, amb la meva paraula d'honor, en memòria de tots els que creuen o han cregut en l'honor dels metges i en l'ètica de les seves actuacions. | » |

## Traduccions catalanes
- Hipòcrates. Aires, aigües i llocs / Jurament. Traducció de Jaume Ripoll Miralda. Martorell: Adesiara Editorial, novembre 2023.